# Língua de sinais mexicana

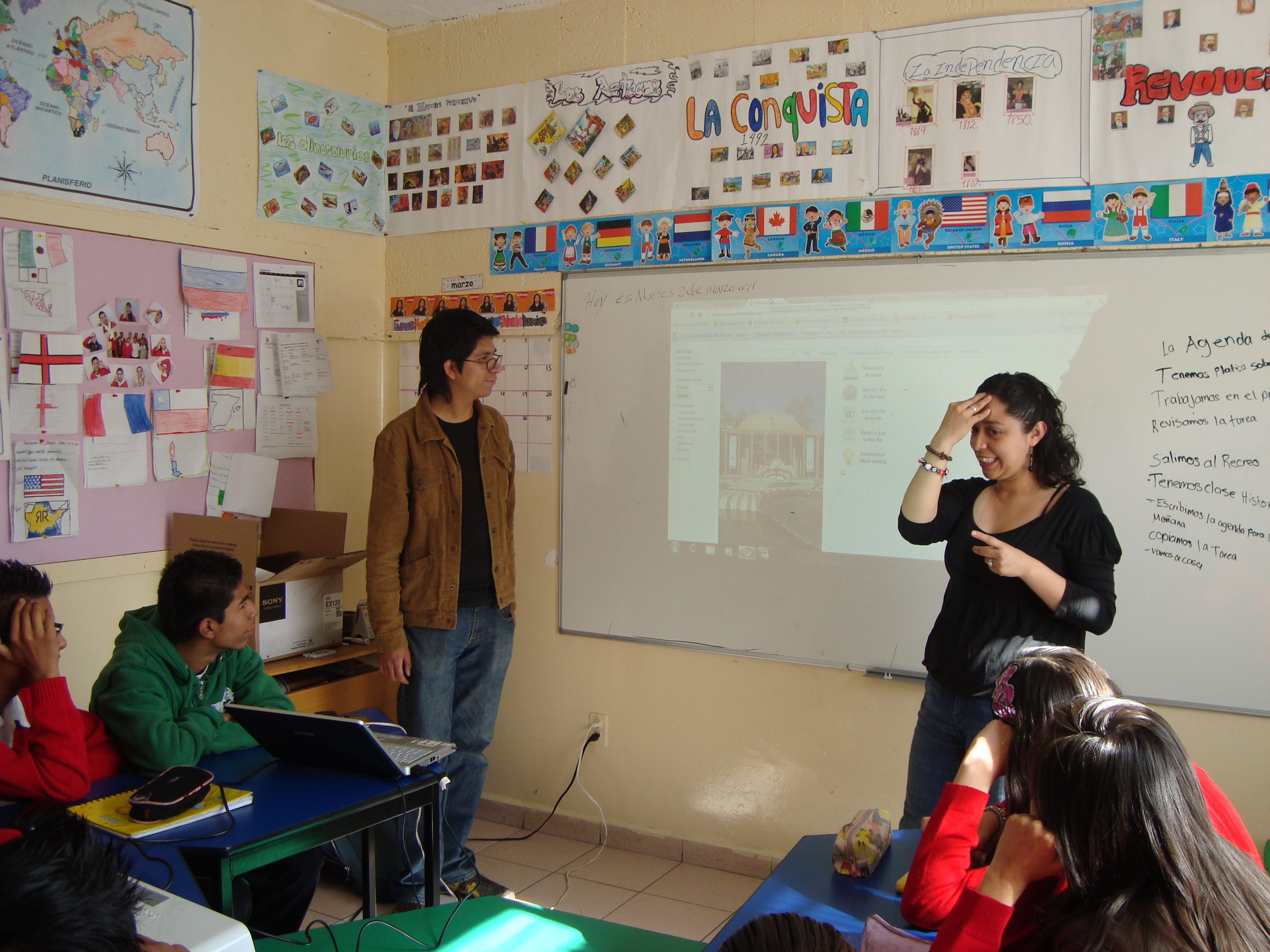
Aula de língua de sinais para crianças

A Língua de Sinais Mexicana (em Portugal: Língua Gestual Mexicana; nome original: lenguaje ou lengua de signos mexicano, LSM, mas também conhecida por outros nomes) é a língua de sinais da comunidade surda nas regiões urbanas do México. É a escolha de 87.000 a 100.000 surdos, fazendo com que a língua seja mais abrangente do que famílias linguísticas indígenas inteiras no país.
O centro da comunidade surda encontra-se na Cidade do México, seguida de Guadalajara e Monterrey, com um pequeno número de cidades menores contendo comunidades que usam sinais. Existe variação regional linguística (cerca de 80%-90% de similaridade lexical nacional. A variação é, no entanto, alta, quando falamos de grupos de idades e diferentes ambientes religiosos.

## Relacionamento da LSM com o Espanhol
A LSM é bastante distinta do espanhol, com conjugações verbais completamente diferentes, diferente ordem sequencial das palavras e pouco uso do verbo ser. No entanto, há um extensivo uso de sinais ou gestos inicializados, isto é, sinais cuja configuração inicial da mão dominante corresponde ao sinal da letra pela qual a palavra em espanhol é iniciada (usando a datilologia). Os mesmos autores sugerem que a compreensão do espanhol por parte da comunidade surda é muito baixa.
O termo "espanhol sinalizado" ou "espanhol gestualizado" refere-se ao uso dos sinais da LSM com a ordem morfológica e algumas representações do espanhol. Nesta linguagem há sufixos gestualizados; os artigos e pronomes são datilologados. Este tipo de linguagem é usada por certos intérpretes aquando de leituras públicas ou interpretações de músicas.

## Relacionamento com outras línguas de sinais
É amplamente difundida a crença de que a LSM deriva da Língua de Sinais Francesa Antiga, a qual foi combinada com línguas de sinais preexistentes e alguns sistemas de sinais aquando do aparecimento das primeiras escolas para surdos, em 1869. Contudo, evoluiu de maneira diferente da ASL, que também emergiu da LSFA, 50 anos mais cedo, nos EUA, com a qual, atualmente, não tem qualquer afinidade.

## Estatuto
A LSM não é oficialmente reconhecida, por causa da filosofia maioritária a nível nacional ser favorável ao oralismo e por apenas umas poucas escolas encaminharem os surdos à LSM.
Uma sequência de 5 minutos de um programa televisivo nocturno foi gravada em espanhol gestual, em meados dos anos 1980 e depois nos anos 1990, sendo descontinuado e resumido a um sumário de 2 minutos de manchetes, em 1997.